# Marlon Bröhr

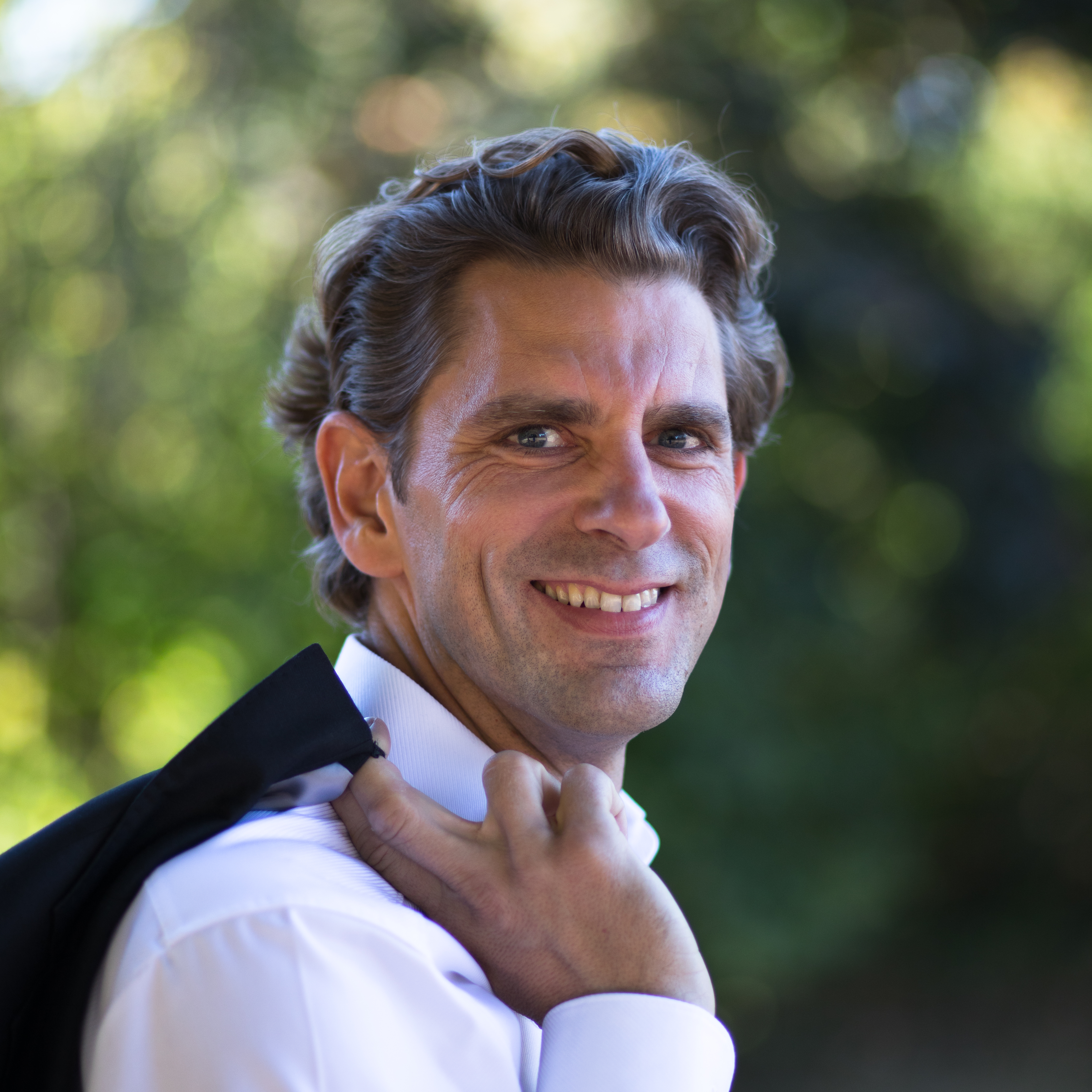
Marlon Bröhr (2021)

Marlon Andreas Paul Bröhr (* 3. April 1974 in Geilenkirchen) ist ein deutscher Zahnarzt und Politiker (CDU). Von Mai 2015 bis September 2021 war er Landrat des Rhein-Hunsrück-Kreises. Seit 2021 gehört er dem Deutschen Bundestag an.

## Leben und Beruf
Bröhr legte 1993 sein Abitur am Bischöflichen Mariengymnasium in Mönchengladbach ab. Zuvor hatte er in den USA ein Jahr an der Groton Highschool in South Dakota verbracht. Er studierte bis 1998 Zahnmedizin an der RWTH Aachen und promovierte dort 2002. Zwischenzeitlich war er als Assistenzarzt in einer Zahnarztpraxis in Aachen tätig.

## Privates
2003 zog Bröhr mit seiner Familie nach Kastellaun im Hunsrück, wo er bis 2006 eine eigene Zahnarztpraxis betrieb. Marlon Bröhr ist verheiratet und hat zwei Kinder.

## Politik
Marlon Bröhr trat 1999 der CDU bei. 2007 wurde Bröhr als unabhängiger Kandidat zum Verbandsbürgermeister der Verbandsgemeinde Kastellaun und 2009 zum Stadtbürgermeister von Kastellaun gewählt. Beide Ämter behielt er bis 2014 inne. Im Dezember 2013 gab Bröhr bekannt, bei der nächsten Landratswahl im Rhein-Hunsrück-Kreis für die CDU antreten zu wollen. Bei der Landratswahl am 28. September 2014 wurde er mit 68,7 % der gültigen Stimmen zum neuen Landrat des Rhein-Hunsrück-Kreises gewählt. Am 3. Mai 2015 trat er die Nachfolge von Bertram Fleck (CDU) an.

### Parteipolitik
Parteiintern sorgte Bröhr erstmals im November 2016 für Aufsehen, als er auf dem Landesparteitag der CDU Rheinland-Pfalz die bisherige Vergabe der Vorstandsposten kritisierte.
Im Oktober 2019 lud Marlon Bröhr über seinen Landrats-Account zu einer Pressekonferenz ein und gab seine Bewerbung für die CDU-Spitzenkandidatur im kommenden Landtagswahlkampf bekannt. Der Landesvorstand der CDU Rheinland-Pfalz hatte zuvor im Juni 2019 den Fraktionsvorsitzenden Christian Baldauf als Spitzenkandidaten für 2021 nominiert. Auf dem Landesparteitag am 16. November 2019 trat Bröhr in einer Kampfabstimmung gegen Baldauf an. Er kam dort auf rund 20 Prozent der Delegiertenstimmen und verlor damit die Wahl.

### Kommunal- und Landespolitik
Im Streit um den geplanten Bau der Mittelrheinbrücke reichten im Juli 2017 die Kreistagsfraktionen von SPD, FDP und den Freien Wählern Klage gegen Landrat Bröhr ein. Dieser hatte zuvor einen gemeinsamen Antrag der klagenden Fraktionen, das Raumordnungsverfahren im Landkreis zu starten, nicht zur Tagesordnung zugelassen. Bröhr begründete seine Entscheidung damit, dass es sich um ein Bauprojekt des Landes Rheinland-Pfalz handele. Am 1. Februar 2018 entschied das Verwaltungsgericht Koblenz, dass der Bau der Mittelrheinbrücke auf die Tagesordnung der nächsten Kreistagssitzung gesetzt werden muss. Die Richter begründeten das Urteil damit, dass die Brücke den Rhein-Hunsrück-Kreis betreffe. Bröhr kündigte an, dagegen in Berufung zu gehen.
Im Streit um Kirchenasyl erstattete Bröhr im September 2018 Strafanzeige gegen mehrere Pfarrer, die Flüchtlingen Zuflucht gewährt hatten. Im Zuge der Ermittlungen gegen die Geistlichen wurden Ende Januar 2019 die Diensträume von fünf Pfarrern durchsucht, Akten beschlagnahmt und Computerdateien zur Auswertung kopiert. Eine Mediation hatte Bröhr abgelehnt. Im April 2019 stellte das Landgericht Bad Kreuznach fest, dass die Hausdurchsuchungen bei Pfarrern im Hunsrück rechtswidrig waren.
Im Dezember 2018 erstattete Bröhr Strafanzeige gegen mehrere Grundschullehrer, da sie eine durch die Kreisverwaltung durchgeführte Abschiebung mit der Reichspogromnacht in Verbindung gebracht hätten. In einem Protestbrief schrieben die Lehrer, am 9. November 2018 sei eine fünfköpfige armenische Familie „deportiert“ worden. Die Umstände der Abschiebung am 9. November 2018 waren auch von Flüchtlingshilfeorganisationen kritisiert worden. Das Verfahren gegen die Lehrer wurde eingestellt, es liege keine Beleidigung vor, ihr Schreiben sei durch die Meinungsfreiheit abgedeckt.
Im April 2021 stellte Marlon Bröhr als Privatperson einen Eilantrag beim Verwaltungsgericht Koblenz gegen die Corona-Maßnahmen im Rhein-Hunsrück-Kreis zur Feststellung der Rechtmäßigkeit der Ausgangsbeschränkungen. Diese Maßnahmen musste er selbst auf Weisung des Landes Rheinland-Pfalz als Landrat am 7. April 2021 verfügen. Der Eilantrag wurde vom VG Koblenz abgelehnt.

### Bundestag
Nachdem der langjährige Abgeordnete Peter Bleser nicht mehr für den Wahlkreis 200 für die Bundestagswahl im September 2021 antrat, bekundete Bröhr sein Interesse an dem Mandat. In einer Delegiertenversammlung am 9. Januar 2021 wurde er in Sohren mit 95 Prozent der abgegebenen Stimmen als Direktbewerber der CDU für die Wahl zum Deutschen Bundestag nominiert. Bei der Bundestagswahl am 26. September 2021 konnte Bröhr seinen Wahlkreis mit 34,3 Prozent der Stimmen direkt gewinnen.
Bröhr war im 20. Deutschen Bundestag (2021–2025) ordentliches Mitglied im Verteidigungsausschuss, im Petitionsausschuss des Bundestages sowie stellvertretendes Mitglied in der Enquete-Kommission „Lehren aus Afghanistan für das künftige vernetzte Engagement Deutschlands“.
Im 21. Deutschen Bundestag ist er erneut ordentliches Mitglied im Verteidigungs- und Petitionsausschuss sowie stellvertretendes Mitglied im Ausschuss für Recht und Verbraucherschutz.